# بضع الوريد
بضع الوريد أو الفصد (بالإنجليزية: Phlebotomy)‏ هي عمل شق في الوريد بواسطة إبرة. هذا العملية تدعى أيضا بزل الوريد (بالإنجليزية: Venipuncture)‏.
الشخص الذي يقوم بهذه المهمة يدعى بالفصاد أو الفاصد (بالإنجليزية: Phlebotomist)‏ والذي قد يكون طبيبا أو ممرضا أو مختصا مخبريا.